# Изложба „Цртеж и мала пластика” (1981)
Изложба „Цртеж и мала пластика” се одржала у периоду од 16. до 28. јуна 1981. године, у Уметничком павиљону „Цвијета Зузорић” у Београду.

## Уметнички савет
Избор радова за изложбу је обавио Уметнички савет Друштва ликовних уметника Београда.

## Излагачи

### Цртежи
1. Бошко Атанацковић
2. Милија Белић
3. Мирослав Благојевић
4. Анђелка Бојовић
5. Јасминка Бркановић
6. Бошко Вукашиновић
7. Биљана Вуковић
8. Душан Гавела
9. Мирослав Гајић
10. Александар Дедић
11. Милица Динић
12. Веселин Драшковић
13. Драго Дошен
14. Едвина Драговић
15. Марија Драгојевић
16. Марија Драгојловић
17. Љиљана Дрезга
18. Марио Ђиковић
19. Ђорђе Ђорђевић
20. Љубиша Ђурић
21. Слободан Ђуричковић
22. Владета Живковић
23. Синиша Жикић
24. Јован Р. Зец
25. Светлана Златић
26. Дејан Илић
27. Биљана Јанковић
28. Владимир Јанковић
29. Светозар Јоановић
30. Драгана Јовчић
31. Вида Јоцић
32. Гордана Јоцић
33. Гордана Каљаловић
34. Божидар Каматовић
35. Бранимир Карановић
36. Божидар Кићевић
37. Миљен Кљаковић
38. Драгослав Кнежевић
39. Милутин Копања
40. Славиша Панић
41. Милица Петровић
42. Миодраг Петровић
43. Миодраг Петровић
44. Божидар Плазинић
45. Мице Попчев
46. Божидар Продановић
47. Љубица Радовић
48. Невенка Рајковић
49. Борислав Ракић
50. Гордана Ристић
51. Слободан Роксандић
52. Видоје Романдић
53. Оливера Савић
54. Милан Сташевић
55. Радош Стевановић
56. Радмила Степановић
57. Жарко Стефанчић
58. Љиљана Стојановић
59. Стеван Стојановић
60. Клара Криштовац
61. Радмила Лазаревић
62. Снежана Маринковић
63. Јања Марић
64. Зоран Марјановић
65. Милан Мартиновић
66. Даница Масниковић
67. Гриша Масникоса
68. Весна Мијачика
69. Душан Микоњић
70. Славољуб Мирковић
71. Зоран Миленковић
72. Савета Михић
73. Миодраг Нагорни
74. Мирко Најдановић
75. Зоран Настић
76. Властимир Николић
77. Гордана Његовановић
78. Миливој Олујић
79. Ружица Беба Павловић
80. Слободанка Ступар
81. Ана Танић
82. Владимир Тјапкин
83. Станка Тодоровић
84. Србољуб Траванов
85. Лепосава Туфегџић
86. Нусрет Хрвановић
87. Сања Цигарчић
88. Славољуб Чворовић
89. Томислав Шебековић
90. Александар Шиверт

### Мала пластика
1. Славе Ајтоски
2. Градимир Алексић
3. Божидар Бабић
4. Милан Бесарабић
5. Ана Виђен
6. Војислав Вијисић
7. Никола Вукосављевић
8. Савица Дамјановић
9. Марјана Данчевић
10. Нада Денић
11. Стеван Дукић
12. Драгољуб Ђокић
13. Милан Жунић
14. Светислав Здравковић
15. Љубица Злоковић Вујисић
16. Мира Летица
17. Миланко Мандић
18. Душан Марковић
19. Милан Марковић
20. Миодраг Миљковић
21. Борислава Недељковић Продановић
22. Драган Николић
23. Мице Попчев
24. Ставрос Попчев
25. Милорад Рашић
26. Екатарина Ристивојев
27. Душан Русалић
28. Љубинка Савић Граси
29. Војин Стојић
30. Милорад Ступовски
31. Љубица Тапавички
32. Томислав Тодоровић